# Trichophysis obscura
Trichophysis obscura is een keversoort uit de familie van de boktorren (Cerambycidae). De wetenschappelijke naam van de soort werd in 1880 als Macrotoma obscura gepubliceerd door Charles Owen Waterhouse.